# Guettarda hermosa
Guettarda hermosa är en måreväxtart som beskrevs av Francisco Manuel Blanco. Guettarda hermosa ingår i släktet Guettarda och familjen måreväxter.
Artens utbredningsområde är Filippinerna. Inga underarter finns listade i Catalogue of Life.